# Torpille marbrée
Torpedo marmorata
Espèce
Statut de conservation UICN

VU : Vulnérable
La Torpille marbrée (Torpedo marmorata) ou raie marbrée est une espèce de raie électrique de la famille des Torpedinidae qui se rencontre dans les eaux côtières de l'océan Atlantique est, de la mer du Nord à l'Afrique du Sud. Ce poisson benthique vit parmi les récifs rocheux, les herbiers marins et les bancs de sable et de vase dans des eaux peu à moyennement profondes. Il peut survivre dans des eaux très pauvres en oxygène, notamment les mares résiduelles des marées. La torpille marbrée a une nageoire pectorale presque ronde et une queue musclée qui porte deux nageoires dorsales arrondies et une grande nageoire caudale. Elle est reconnaissable à sa forme de disque épais et à sa robe marbrée de brun foncé, bien que certains individus soient unis. Les mâles mesurent en général moins de 40 cm, tandis que les femelles peuvent dépasser 60 cm.
Nocturne et solitaire, la torpille marbrée passe la majeure partie de la journée enfouie dans le fond, laissant seulement dépasser ses yeux et ses spiracles. Ce prédateur lent se nourrit presque exclusivement de petits poissons osseux, qu'il chasse en embuscade depuis le fond et qu'il maîtrise avec de fortes décharges électriques. Ses organes électriques, qu’il utilise également pour se défendre, sont capables de produire des décharges de 70 à 80 volts. Cette espèce est vivipare aplacentaire, les embryons se développant grâce au vitellus et à l'histotrophie ("lait utérin") produit par la mère. L'accouplement a lieu de novembre à janvier, et les femelles donnent naissance à des portées de 3 à 32 petits tous les deux ans, après une période de gestation de 9 à 12 mois. Le nouveau-né est immédiatement capable de produire de l'électricité pour chasser.
Le choc électrique délivré par une torpille marbrée peut être violent mais ne met toutefois pas directement la vie en danger. Son électrogénie est connue depuis l'Antiquité, des raies vivantes étant alors utilisées pour traiter les maux de tête chroniques ou l'épilepsie. À l’instar d’autres raies électriques, les torpilles marbrées font l'objet de recherche dans le domaine biomédical. La pêche démersale capture souvent des torpilles marbrées comme prises accessoires ; elles sont généralement rejetées car elles n'ont qu'une faible valeur commerciale. L'impact de la pêche sur les populations est incertain, l'Union internationale pour la conservation de la nature (UICN) classe donc cette raie dans la catégorie "vulnérable". En Méditerranée, elle reste la raie électrique la plus commune et, dans certaines zones, ses populations semblent en augmentation.

## Caractéristiques

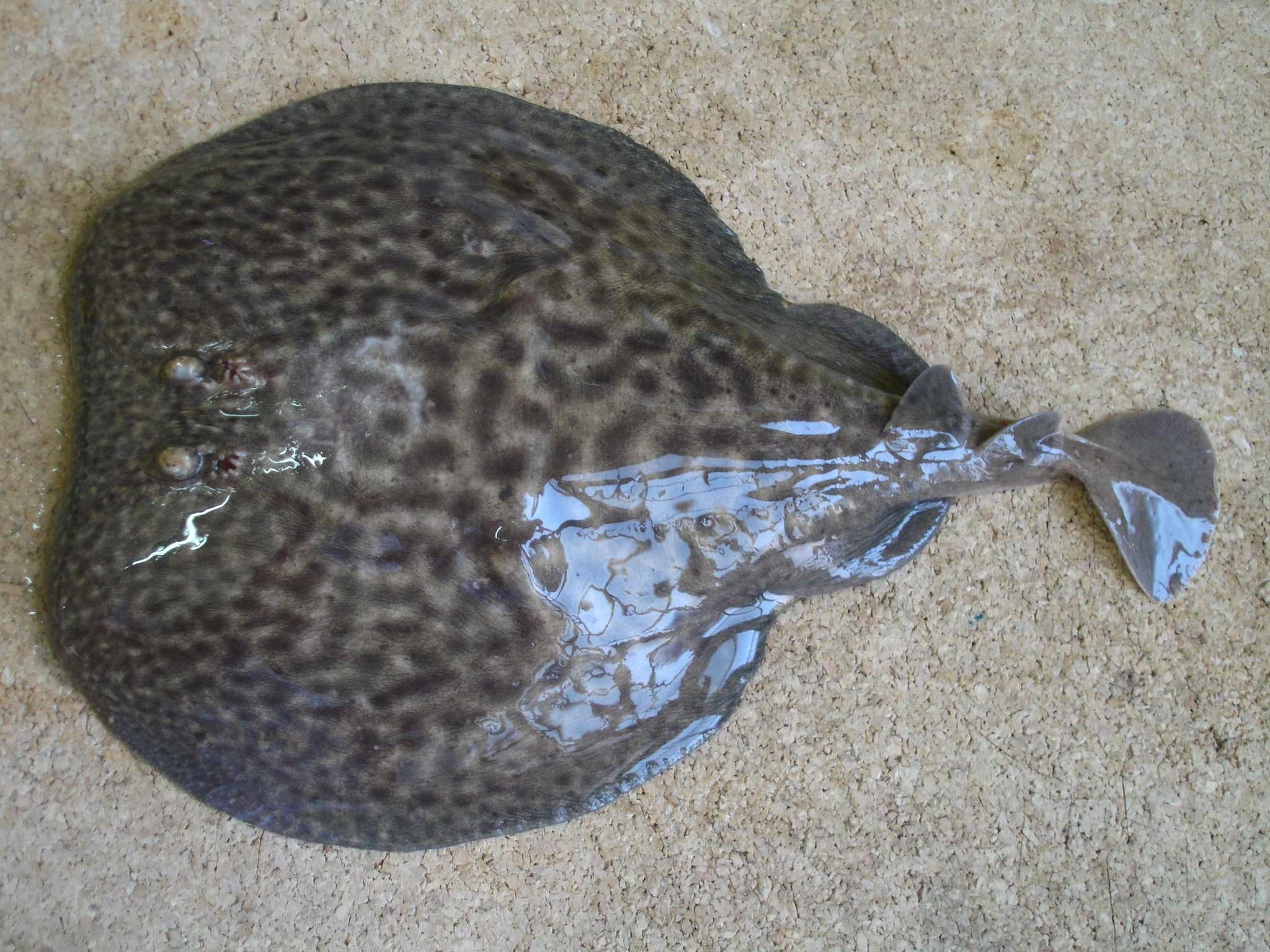
La torpille marbrée est identifiable grâce à sa robe tachetée et ses spiracles aux papilles allongées.

Le corps de la torpille marbrée est mou et flasque, et est entièrement dépourvu de denticules cutanés. Les deux organes électriques en forme de rein sont visibles sous la peau, sur les cotés de la face supérieure. Derrière chaque œil se trouve un grand spiracle ovale qui porte 6 à 8 longues papilles sur le bord, qui se rejoignent presque au centre. Sur la "nuque", derrière les spiracles, se trouvent 5 à 7 pores muqueux proéminents. Les dents sont petites, avec une seule cuspide pointue, et sont disposées en quinconce pour former une bande rectangulaire sur chaque mâchoire. Les cinq paires de fentes branchiales sont petites et situées sur la face ventrale,,.
Les deux nageoires dorsales sont arrondies et rapprochées. Leur base mesure environ les deux tiers de leur hauteur. La deuxième nageoire dorsale est légèrement plus petite que la première. La queue courte et robuste se termine par une grande nageoire caudale en forme de triangle aux coins arrondis. La face supérieure présente des motifs tacheté clairs à foncés sur un fond également plus ou moins foncé, allant du beige au brun mais parfois jaunâtre, verdâtre ou noirâtre ; certains individus présente donc une coloration unie. L'espèce peut être sujette à l'albinisme. La torpille marbrée peut atteindre 1 m de long, bien que la plupart des mâles mesurent moins de 40 cm, et 60 cm pour les femelles. La taille maximale semble varier en fonction des populations,. Le poids maximal enregistré est de 3 kg.

## Écologie et comportement

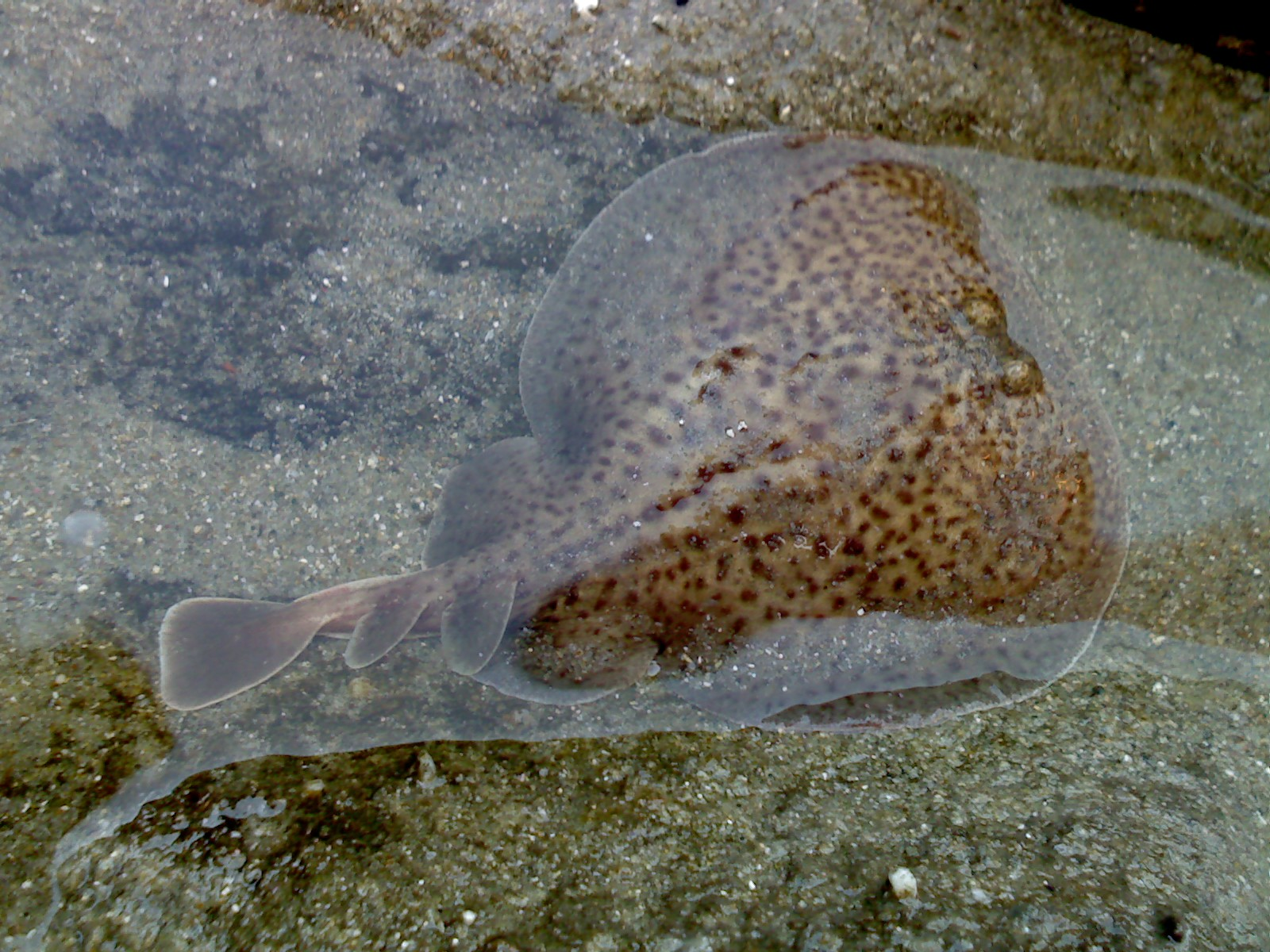
La torpille marbrée peut survivre dans des eaux très pauvres en oxygène, comme les flaques laissées par les marées.

Solitaire et lente, la torpille marbrée peut rester immobile pendant plusieurs jours. Elle est surtout active la nuit et passe une grande partie de la journée enfouie dans les sédiments, ne laissant apparaître que ses yeux et ses spiracles. À cause de son métabolisme lent, la torpille marbrée a une faible capacité de transport d'oxygène dans le sang et un rythme cardiaque lent (10-15 battements/min), et consomme moins d'oxygène que d'autres requins et raies de taille similaire. Elle tolère très bien le manque d'oxygène (hypoxie), ce qui lui permet de s'accommoder à des eaux de fond peu oxygénées ou aux mares résiduelles créées pas la marée descendante. La raie arrête complètement de respirer lorsque la pression partielle d'oxygène dans l'eau tombe en dessous de 10-15 Torr, et peut survivre à un tel état pendant au moins cinq heures. Elle fait face à l'hypoxie extrême en couplant la glycolyse anaérobie à d'autres voies de production d'énergie dans ses mitochondries, ce qui permet de ralentir l'accumulation d'acide lactique potentiellement nocif dans ses cellules.
La sangsue des raies (Branchellion torpedinis) peut parasiter la torpille marbrée en lui suçant le sang.

### Alimentation

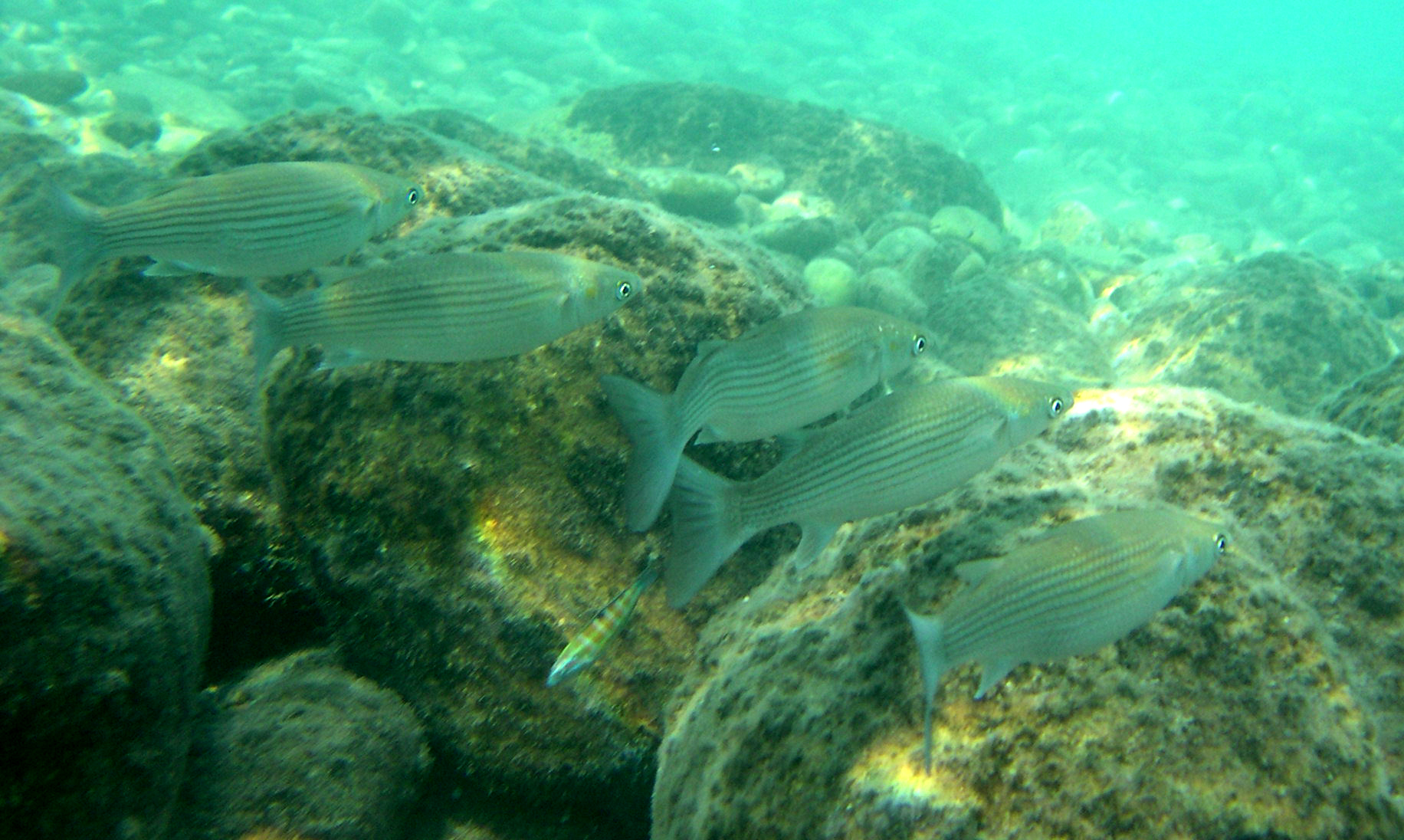
Le mulet sauteur peut constituer une part importante de l'alimentation de la torpille marbrée.

La torpille marbrée chasse en embuscade et utilise l'électricité qu'elle produit pour capturer ses proies. Elle utilise peu sa vue, ses yeux étant souvent cachés lorsqu'elle s'enfouie, et se fie plutôt aux mécanorécepteurs de sa ligne latérale, car elle ne s'attaque qu'aux proies en mouvement. Les ampoules  de Lorenzini peuvent également contribuer à la détection des proies.
Les petits poissons osseux benthiques constituent plus de 90 % du régime alimentaire de la raie électrique marbrée. Elle se nourrit notamment de gobies, de merlus, de bars, de mulets, de chinchards, de dorades, de rougets, de labres, de congres et de poissons plats,,. Des céphalopodes, tels que le calmar commun (Loligo vulgaris) et la seiche élégante (Sepia elegans), sont parfois aussi consommés. Il existe un seul cas d'individu ayant avalé une crevette caramote (Penaeus kerathurus), et une étude sur des raies en captivité a montré qu'elles rejetaient les crabes Macropodia vivants. Au large du Languedoc, l'espèce la plus prédatée est le mulet sauteur (Chelon saliens). Les aliments sont avalés entiers ; une raie de 41 cm de long a ainsi pu avaler une motelle à trois barbillons (Gaidropsarus vulgaris) de 34 cm.
Deux méthodes de prédation ont été observés chez la torpille marbrée. Le premier est le "saut", utilisé par la raie pour attaquer les poissons proies qui passent près de sa tête, généralement à moins de 4 cm. Lors du "saut", la raie recule sa tête et projette son corps vers le haut, atteignant ainsi une hauteur deux ou trois fois supérieure à celle de la proie par rapport au fond. Simultanément, elle produit une décharge électrique à haute fréquence (230-430 Hz, augmentant avec la température). L'impulsion électrique initiale est très courte, ne contenant que 10 à 64 pulsations, mais elle est suffisamment puissante pour provoquer des contractions à la proie, brisant souvent sa colonne vertébrale. La raie enveloppe alors la proie paralysée et l'amène jusqu'à sa bouche. Des impulsions électriques continuent d'être produites au cours de ce processus. Le nombre total d'impulsions électriques au cours d'un seul saut augmente avec la taille, allant de 66 chez un nouveau-né de 12 cm de long à 340 chez un adulte de 45 cm. Le saut ne dure pas plus de deux secondes,.
La deuxième méthode de prédation est la "reptation", utilisée par la raie pour attraper les proies stationnaires ou se déplaçant lentement, et notamment les proies étourdies qui peuvent avoir dérivé hors de portée lors d'une attaque par saut. Lors de la reptation, la raie effectue de légères ondulations couplées à de petits battements de queue. L'élévation du disque aspire l'eau sous lui et attire donc la proie vers la raie, tandis que son abaissement et les battements de queue rapprochent la raie de la proie par petites étapes. Lorsqu'elle atteint la proie, la raie ouvre la bouche pour l'aspirer. De courtes impulsions électriques sont produites au besoin, en fonction du mouvement de la proie, et se poursuivent jusqu'à l'ingestion.

### Reproduction
La torpille marbrée est vivipare aplacentaire : les embryons en développement sont d'abord nourris par le vitellus, qui est ensuite complété par des histotrophes riches en nutriments (" lait utérin ") produits par la mère. Les femelles adultes ont deux ovaires et deux utérus fonctionnels. Le cycle de reproduction des femelles est probablement bisannuel, tandis que les mâles sont capables de s'accoupler tous les ans. L'accouplement a lieu de novembre à janvier, et les jeunes naissent l'année suivante après une période de gestation de 9 à 12 mois,. La taille de la portée varie de 3 à 32 petits, augmentant avec la taille de la femelle,.
Les organes électriques apparaissent lorsque l'embryon mesure entre 1,9 et 2,3 cm de long, et qu'il possède des yeux, des nageoires pectorales et pelviennes et des branchies externes distinctes. À partir de 2,0-2,7 cm, les fentes branchiales dorsales se ferment, laissant uniquement les fentes branchiales ventrales comme chez toutes les raies. Les nageoires pectorales de l'embryon s'élargissent et fusionnent avec le museau à une longueur de 2,8-3,7 cm, ce qui lui donne la forme ronde typique des torpilles. Lorsque l'embryon mesure entre 3,5 et 5,5 cm de long, les branchies externes se résorbent et la pigmentation se développe. L'embryon peut produire des décharges électriques sur une longueur de 6,6-7,3 cm. La force de la décharge augmente d'une magnitude de 105 au cours de la gestation, atteignant 47-55 volts à une longueur embryonnaire de 8,6-13 cm, proche de celle d'un adulte.
Les nouveau-nés mesurent environ 10-14 cm de long et sont immédiatement capables d'adopter les comportements de prédation et de défense des adultes. Les mâles atteignent leur maturité sexuelle à environ 21-29 cm de long et à l'âge de cinq ans, tandis que les femelles ne l'atteignent qu'à 31-39 cm et à l'âge de douze ans. L'espérance de vie maximale est de 12 à 13 ans pour les mâles et d'environ 20 ans pour les femelles.

### Électricité
Comme d'autres membres de sa famille, la torpille marbrée peut produire une forte décharge électrique pour chasser ou se défendre, produite par une paire d'organes électriques dérivés du tissu musculaire. Chaque organe électrique est constitué de 400 à 600 colonnes verticales, chaque colonne étant composée d'une pile d'environ 400 "électroplaques" remplies de gelée qui agissent comme une batterie. Les organes ont une surface dorsale chargée positivement et une surface ventrale chargée négativement, et sont connectés en série afin de générer une importante différence de potentiel, pouvant atteindre 5 à 10 A pour une fréquence pouvant atteindre 600 Hz. Des décharges ont été mesurées jusqu'à 70-80 volts, et le potentiel maximum de sa décharge électrique est estimé à 200 volts. L'intensité des chocs électriques diminue au fur et à mesure que ceux-ci se succèdent,.Des décharges ont été mesurées jusqu'à 70-80 volts, et le potentiel maximum de sa décharge électrique est estimé à 200 volts. L'intensité du choc électrique diminue progressivement à mesure que la raie se fatigue. Des expériences in vitro ont montré que les nerfs innervant l'organe électrique cessent presque de fonctionner à des températures inférieures à 15 °C. La température de l'eau dans la nature descendant régulièrement en dessous de ce seuil en hiver, il est possible que la raie n'utilise pas son organe électrique pendant une partie de l'année, ou bien qu'elle dispose d'un mécanisme physiologique encore inconnu pour adapter le fonctionnement de l'organe électrique aux conditions froides.

### Défense

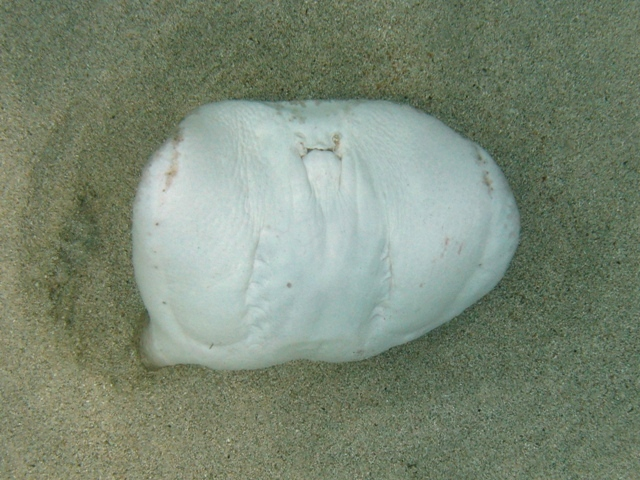
Lorsqu'elle se sent menacée, la torpille marbrée adopte une posture défensive en mettant sa face ventrale en avant afin d'accroitre la puissance de ses décharges électriques.

En raison de sa taille et de ses décharges électriques, la torpille marbrée est rarement prédatée. Une raie attaquée par dos réagit différemment qu'attaquée par la queue : dans le premier cas, elle se tourne rapidement vers la menace tout en produisant des décharges électriques. Elle s'enfuit ensuite en ligne droite puis s'enterre à nouveau. Une raie touchée sur la queue se propulse vers le haut en se retournant afin de présenter son ventre au prédateur. Si elle ne s'est pas échappée après la manœuvre, la raie s'enroule en anneau avec le ventre tourné vers l'extérieur, de manière à présenter la zone de son corps au gradient de champ électrique le plus élevé (le dessous des organes électriques) vers la menace. Ces comportements s'accompagnent de chocs électriques brefs et puissants. La torpille a tendance à produire plus de décharges électriques lorsqu'elle protège sa queue que lorsqu'elle protège son disque.

## Habitat et répartition

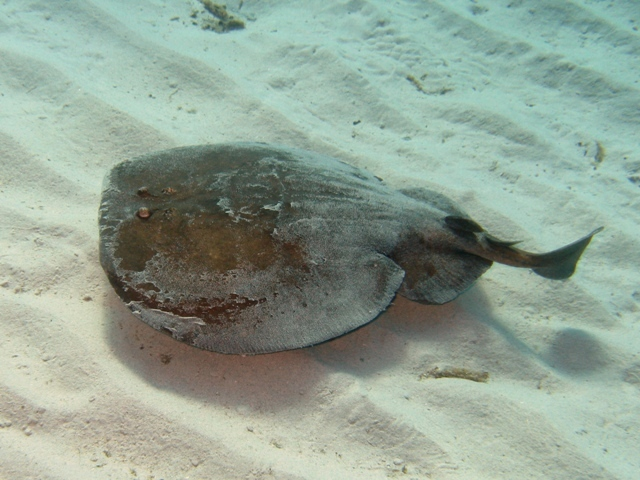
La torpille marbrée affectionne particulièrement les fonds sableux, dans lesquels elle peut facilement s'enfouir.

Largement répandue dans l'est de l'océan Atlantique, la torpille marbrée est présente de l'Écosse et le sud de la mer du Nord jusqu'au Cap de Bonne Espérance, et dans l'océan Indien au moins jusqu'à Durban, probablement plus au nord. Elle est également présente dans la mer Méditerranée, avec des densités plus élevées dans la partie occidentale. Elle préfère les températures inférieures à 20 °C. L'espèce se trouve généralement à des profondeurs de 10-30 m au large de la Grande-Bretagne et de l'Irlande, de 20-100 m au large de l'Italie, et jusqu'à 200 m au large de la Tunisie. La torpille marbrée a tendance à vivre à des profondeurs plus importantes que la torpille ocellée (T. torpedo), qui partage la partie méridionale de son aire de répartition.
Vivant sur le fond, la torpille marbrée affectionne les fonds sableux ou vaseux, les herbiers (notamment la posidonie) mais également les zones rocheuses. Sur la côte aquitaine, les femelles gravides migrent vers le bassin d'Arcachon à la fin du mois de mai, où on les trouve généralement sur les fonds vaseux peu profonds près des parcs à huîtres, avant de le quitter début octobre,,. Dans les eaux des îles britanniques, les torpilles marbrées peuvent migrer vers le nord durant l'été et l'automne.

## Taxonomie

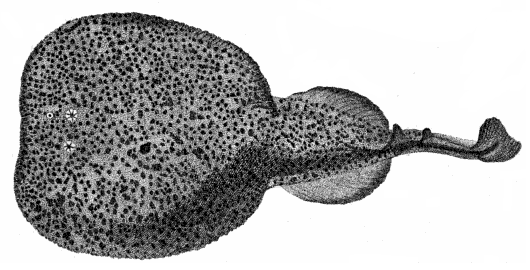
L'illustration d'Antoine Risso de la torpille marbrée accompagnant sa description de l'espèce.

Le naturaliste français Antoine Risso a décrit la torpille marbrée comme Torpedo marmorata dans son ouvrage Ichtyologie de Nice (1810). L'épithète spécifique marmorata signifie "marbré" en latin et fait référence à la robe de la raie. En l'absence de spécimen type, Ronald Fricke a désigné en 1999 l'illustration originale de Risso comme lectotype de l'espèce.
Le nom de genre Torpedo signifie "torpeur, engourdissement" en latin, en référence à l'état causé par les chocs électriques du poisson. L'épithète spécifique marmorata signifiant "marbré" réfère à la robe tachetée du poisson.
En France, la torpille marbrée est également appelée galina en Catalogne nord, estourpiho à Marseille, dourmigliona à Nice, tremoulo à Bastia, tremble en Charente, tremblard ou dalit en Vendée ou encore raie électrique à Boulogne,.

## La torpille marbrée et l'humain

### Risques et usages liés aux décharges électriques
Le choc délivré par la torpille marbrée peut être douloureux mais met rarement la vie en danger. La décharge d'un poisson de grande taille est toutefois susceptible de provoquer un accident de plongée, notamment dans le cas d'une remontée en catastrophe vers la surface.
Ses propriétés électrogènes sont connues depuis l'Antiquité, ce qui a conduit à son utilisation en médecine, à l'instar d'autres poissons électriques. Les Grecs et les Romains de l'Antiquité appliquaient des raies vivantes sur les personnes souffrant de maux de tête chroniques et de goutte, et recommandaient la consommation de sa chair aux épileptiques,.
Cette raie est aujourd'hui utilisée comme organisme modèle dans la recherche biomédicale, ses organes électriques étant riches en récepteurs d'acétylcholine, qui jouent un rôle important dans le système nerveux humain.

### Pêche et conservation
La torpille marbrée est capturée accidentellement dans les chaluts de fond, les trémails et par les palangres de fond. Elle a peu de valeur commerciale et est le plus souvent rejetée en mer lorsqu'elle est capturée.
La torpille peut toutefois sans problème être consommée, elle ne produit en effet plus de décharges électriques après sa mort. Son foie est notamment un mets réputé.
L'Union internationale pour la conservation de la nature (UICN) la considère comme vulnérable. Elle reste cependant la raie électrique la plus répandue en Méditerranée, et ses populations semblent augmenter dans les eau italiennes.

## Galerie

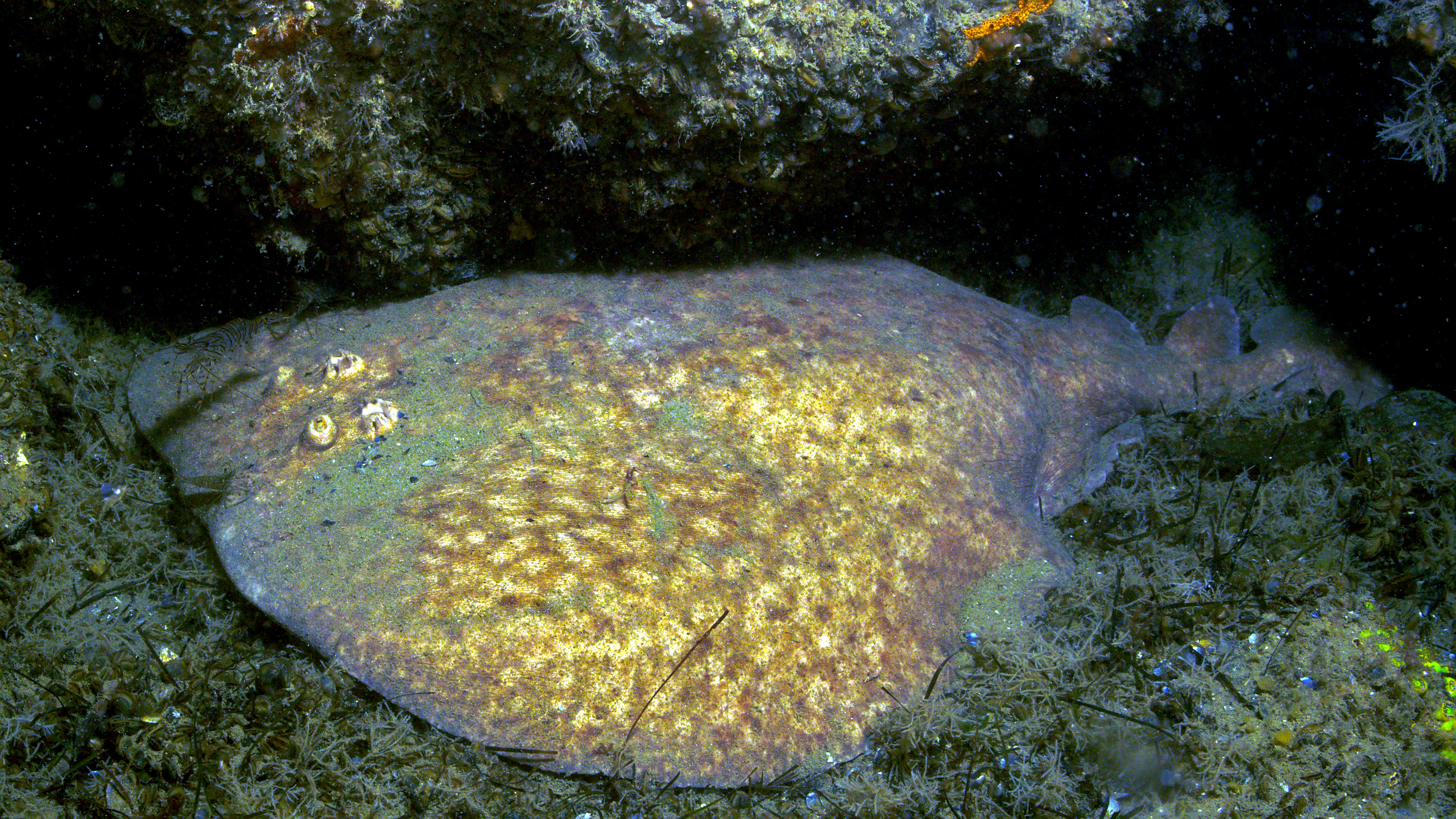
Raie torpille vue de côté à Arcachon
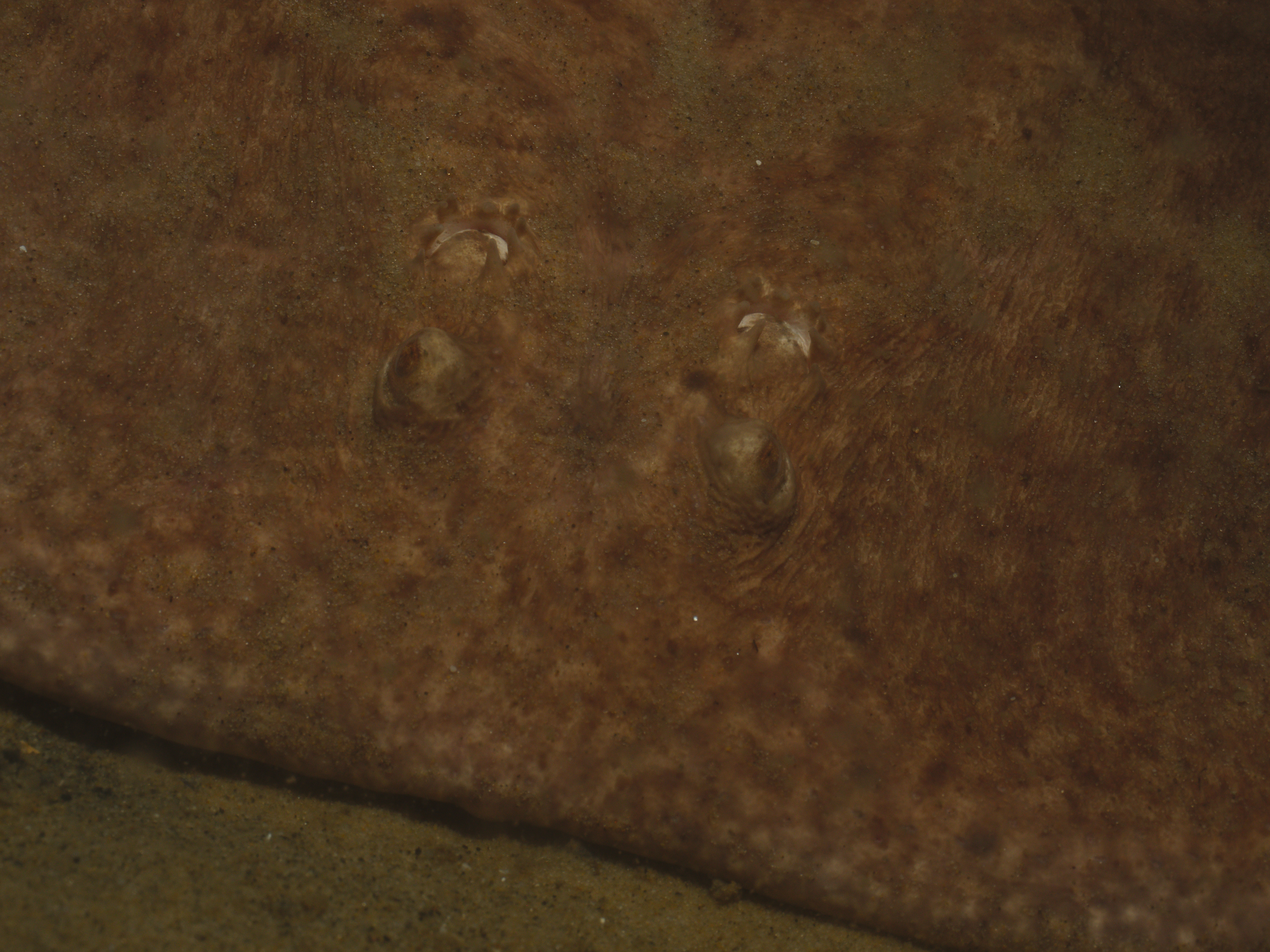
Vue de face, on voit les deux yeux et évents
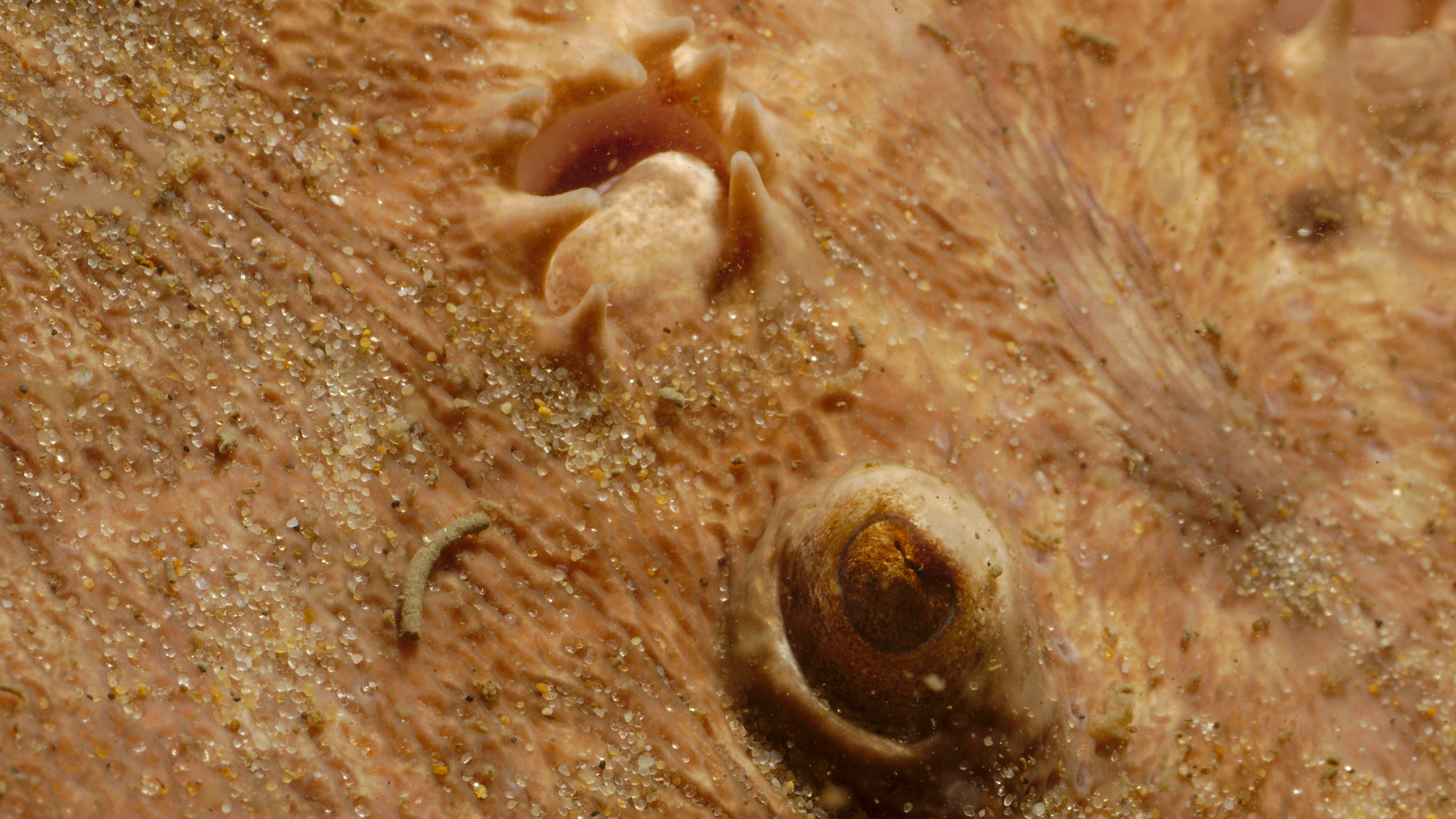
Gros plan sur un œil et un évent